# Grevillea wilsonii
Grevillea wilsonii är en tvåhjärtbladig växtart som beskrevs av Allan Cunningham. Grevillea wilsonii ingår i släktet Grevillea och familjen Proteaceae. Inga underarter finns listade i Catalogue of Life.